# سنگ‌یادبود تل دان
سنگ‌یادبود تل دان (انگلیسی: Tel Dan stele) یک سنگ یادبود تکه‌تکه حاوی یک کتیبه کنعانی است که مربوط به قرن نهم قبل از میلاد است. قابل توجه است که احتمالاً مهم‌ترین و شاید تنها مرجع باستان‌شناسی خارج از کتاب مقدس به سلسله داوود است.